# 몽골의 칸 목록
몽골의 역대 칸과 카간은 다음과 같다.
다만 칸과 카간(가한, 대칸)을 포함하며, 그 둘은 서로 다르다.

## 카묵 몽골의칸
- 카불 칸(1130년~1149년)(몽골어: ᠺᠠᠪᠦᠯ
ᠬᠠᠨ Qabul qan)
- 안바가이 칸(1149년~1156년)(몽골어: ᠠᠮᠪᠠᠭᠠᠢ
ᠬᠠᠨ Ambaγai qan)
- 쿠툴라 칸(1156년~1160년)(몽골어: ᠺᠦᠲᠤᠯᠠ
ᠬᠠᠨ Qutula qan)

## 예케 몽골 울루스의대칸
- 칭기즈 칸 (1206년~1227년 8월 18일)(몽골어: ᠴᠢᠩᠭᠢᠰ
ᠬᠠᠨ Činggis qan)
  - 툴루이 칸 (섭정) (1227년 8월 25일~1229년 9월 13일)(몽골어: ᠲᠤᠯᠤᠢ
ᠬᠠᠨ Tului qan)
- 우구데이 카안 (1229년 9월 13일~1241년 11월 11일)(몽골어: ᠥᠭᠡᠳᠡᠢ
ᠬᠠᠭᠠᠨ Ögedei qaγan)
  - 퇴레게네 카툰 (섭정) (1243년 11월 14일~1246년 8월 23일)(몽골어: ᠲᠥᠷᠡᠭᠡᠨᠡ
ᠬᠠᠲᠤᠨ Töregene qatun)
- 구유그 카안 (1246년 8월 24일~1248년 4월 20일)(몽골어: ᠭᠦᠶᠦᠭ
ᠬᠠᠭᠠᠨ Güyüg qaγan)
  - 오울 카이미시 카툰 (섭정) (1248년 4월 21일~1251년 7월 1일)(몽골어: ᠥᠭᠦᠯ
ᠺᠠᠢᠮᠢᠱ
ᠬᠠᠲᠤᠨ Oγul qaimiš qatun)
- 뭉케 카안 (1251년 7월 1일~1259년 8월 11일)(몽골어: ᠮᠣᠩᠺᠡ
ᠬᠠᠭᠠᠨ Möngke qaγan)
  - 아리크부카 카안 (섭정) (1259년 8월 11일~1259년 11월 25일)(몽골어: ᠪᠣᠷᠵᠢᠭᠢᠨ
ᠠᠷᠢᠭᠪᠦᠬᠡ Ariq Böke qaγan)
- 아리크부카 카안 (1259년 11월 25일~1264년 8월 22일)(몽골어: ᠪᠣᠷᠵᠢᠭᠢᠨ
ᠠᠷᠢᠭᠪᠦᠬᠡ Ariq Böke qaγan)
- 쿠빌라이 카안 (1260년 5월 5일~1294년 2월 18일)(몽골어: ᠬᠤᠪᠢᠯᠠᠢ
ᠬᠠᠭᠠᠨ Qubilai qaγan)

### 원나라/북원의황제
- 원나라의 역대 황제목록 참고.

### 북원의카간

1636년의 할하부 영역

- 엥흐 조리그투칸 (Enkh Zorigt Khan)
- 엘베크 니굴세그츠칸 (Elbeg Niguulsegch Khan)
- 군트므르칸 (Guntumur Khan)
- 을지트므르칸 (Ulzitumur Khan)
- 델베그칸 (Delbeg Khan)
- 아자이칸 (Ajai Khan)
- 타이손칸 (Taisan Khan)
- 에센 칸 (Esentaish Khan)
- 메르코스우헤그트칸 (Merkus Uhegt Khan)
- 멀런칸 (Molon Khan)
- 만돌칸 (Manduul Khan)
- 바트문크 다얀칸 (Batmunkh Dayan Khan)
- 바르스볼트 저넌칸 (Barsbold Jonon Khan)
- 보디 알라크칸 (Bodialag Khan)
- 다라이손 구덴칸 (Daraisan Guden Khan)
- 투멘 자사그트칸 (Tumen Zasagt Khan)
- 보얀 체첸칸 (Buyantsetsen Khan)
- 리그 호타그트칸 (Ligden Hutagt Khan)
- 에제이 칸

### 투메드부의 칸
- 바르수볼라드 사인 카안
- 군빌리크 메르겐
- 알탄 칸
- 셍게 두구렝 콩타이지
- 누무다이 세첸 칸
- 보시그트 칸

## 주치 울루스의칸
금장 한국은 킵차크 한국을 가리키는 별명이다.
- 바투 칸 (1227년~1255년)
- 사르타크 (1255년~1256년)
- 울라크치(Ulaghchi) (1257년)
- 베르케 (1257년~1266년)
- 멩구티무르 (1266년~1282년)
- 투다멩구 (1282년~1287년)
- 탈라부가 (1287년~1291년)
- 토흐타 (1291년~1312년)
- 우즈베크 칸 (1312년~1341년)
- 티니베크 (1341년~1342년)
- 자니베크 (1342년~1357년)
- 베르디베크 (1357년~1361년)
- 마마이 (1361년~1380년)
- 토흐타미시 (1380년~1395년)
- 테무르 콰틀루크 (1395년~1399년?)

...
- 셰이드 마흐메드 (1433년? ~ ?)
- 마흐무드 (1459년~1465년)
- 아흐매트 (1465년~1481년)
- 쉬야크 아흐마드 (1481년~1498년, 1499년~1502년)
- 무르타다 (1498년~1499년)

### 백장 칸국의칸
- 오르다 (1226년~1280년)
- 코추 (1280년~1302년)
- 부얀 (1302년~1309년)
- 사시부카 (1309년~1315년)
- 일바산 (1315년~1320년)
- 무바락 크와자(Mubarak Khwaja) (1320년~1344년)
- 침타이(Chimtay) (1344년~1374년)
- 우루스 (1374년~1376년)
- 테무르 말리크 (1377년)
- 토흐타미시 (1377년~1378년)

### 청장 칸국의칸
- 바투 칸 (1242년~1255년)
- 사르타크(Sartaq) (1255년~1256년)
- 울라크치(Ulaghchi) (1257년)
- 베르케 (1257년~1266년)
- 멩구티무르 (1266년~1282년)
- 노가이 칸 (1282년~1299년)
- 토흐타 (1291년~1312년), 1299년까지는 노가이 칸이 실제적인 통치자였다.
- 우즈베크 칸 (1312년~1341년)
- 티니베크 (1341년~1342년)
- 자니베크 (1342년~1357년)
- 베르디베크 (1357년~1359년)
- 쿨파(Qulpa) (1359년~1360년)
- 나루즈베크(Nawruz Beg) (1360년~1361년)
- 키드르(Khidr) (1361년~1362년)
- 티무르 크와자(Timur Khwaja) (1362년)
- 마마이 칸 (1362년~1379년)
- 우루스 (1376년~1377년), 우루스는 또한 백장 한국의 칸이며, 토흐타미시의 할아버지이다.

## 훌레구 울루스의칸
- 훌라구 칸 (1256년-1265년)
- 아바카 칸 (1265년-1282년)
- 테쿠데르(Tekuder) (1282년-1284년)
- 아르군 (1284년-1291년)
- 가이하투(Gaykhatu) (1291년-1295년)
- 바이두 (1295년)
- 가잔 (1295년-1304년)
- 울제이투 (1304년-1316년)
- 아부 사이드 (1316년-1335년)
- 아르파 케운 (1335년-1336년)
- 무사 (1336년-1337년)
- 무하마드 (1337년-1338년)

## 차가타이 울루스의칸
- 차가타이(Chagatai) (1226 ~1242년 )
- 카라 훌레구(~1252, 재위:1242년~1246)
- 이수 뭉케(1246년~1251년)
- 카라 훌레구(1251년~1252)
- 무바라크 샤 (1252-1260 )
- 오르키나 하툰(섭정:1252-1260)
- 알루구(Alghu) (1260년~1266)
- 무바라크 샤(복위:1266)
- 바락(Baraq) (1266년~1270)

- 네구베이(Negubei 재위:1270~1272)
- 부카 테무르(Buqa Temur, 1272-1287 )
- 두아(Duwa) 1282년~1307년
- 콘첵 칸(Könchek 1306-1308)
- 탈리쿠(Taliqu 1308-1309 )
- 케벡 칸 Kebek (1309 )
- 에센부카 칸(1세, 1309-c. 1318 )
- 케벡 칸Kebek (1318-1325)
- Eljigidey 1325
- 두와 테무르(Duwa Temur 1325 )
- 알라딘 타르마시린(Aladdin Tarmashirin 1325-1333 )
- 부잔(Buzan 1333-c. 1334)
- 창시(Changshi 1334-c. 1338 )
- 예순테무르(Yesun Temur c. 1338-c. 1342) 알라술탄(Ali-Sultan c. 1338-c. 1342) 과함께
- 무하마드 1세 이븐 풀라드(Muhammad I ibn Pulad c. 1342-1343 )
- 카잔 칸 이븐 야사우르(Qazan Khan ibn Yasaur 1343-1346 )
- 다니시멘지(Danishmendji 1346-1348 )

차가타이 칸국이 동서로 분할
- 바얀쿨리(Bayan Quli 1348-1358 )
- 투글루크 티무르(Tughlugh Timur)(모굴리스탄 한국 1348-1363) 1358-1363
- 일야스 호드자(Ilyas Khodja (모굴리스탄 1363-1368) 1363 d. 1368
- 아딜 술탄(Adil-Sultan 1363 )
- 카불 샤(Khabul Shah 1364-1370 )

1370년부터 티무르의 총독이었다.
- 수우르가트미시(Suurgatmish 1370-1388 )
- 술탄 마흐무드(Sultan Mahmud ,Mohammed II 재위 1388-1402 )

## 몽골 외할하부의 독립 칸(1636~1687/1691)1[1]
- 자사그투 칸부: 라이호르 칸, 수바다이 칸
- 세첸칸부: 슈루이 칸(?~1652), 바다 세첸 칸
- 코토고이드부 알탄 칸: 우바시 콩타이지
- 투시예트칸: 곰보도르지

## 청나라의 황제
1641년부터는 청나라의 황제가 푸이의 퇴위시까지 전 몽골족의 대칸을 겸임하였다.

## 몽골의 대칸
청나라 멸망 이후에는 몽골의 불교 지도자였던 차브탐바 후추루추(哲布尊丹巴呼圖克圖)가 몽골의 칸으로 추대되어 몽골인민공화국 건국 전까지 재직하였다.
- 보그드 칸 1912년 - 1915년, 1921년 - 1924년

## 같이 보기
- 몽골의 역사
- 몽골 제국